# Administration des chemins de fer d’Alsace et de Lorraine

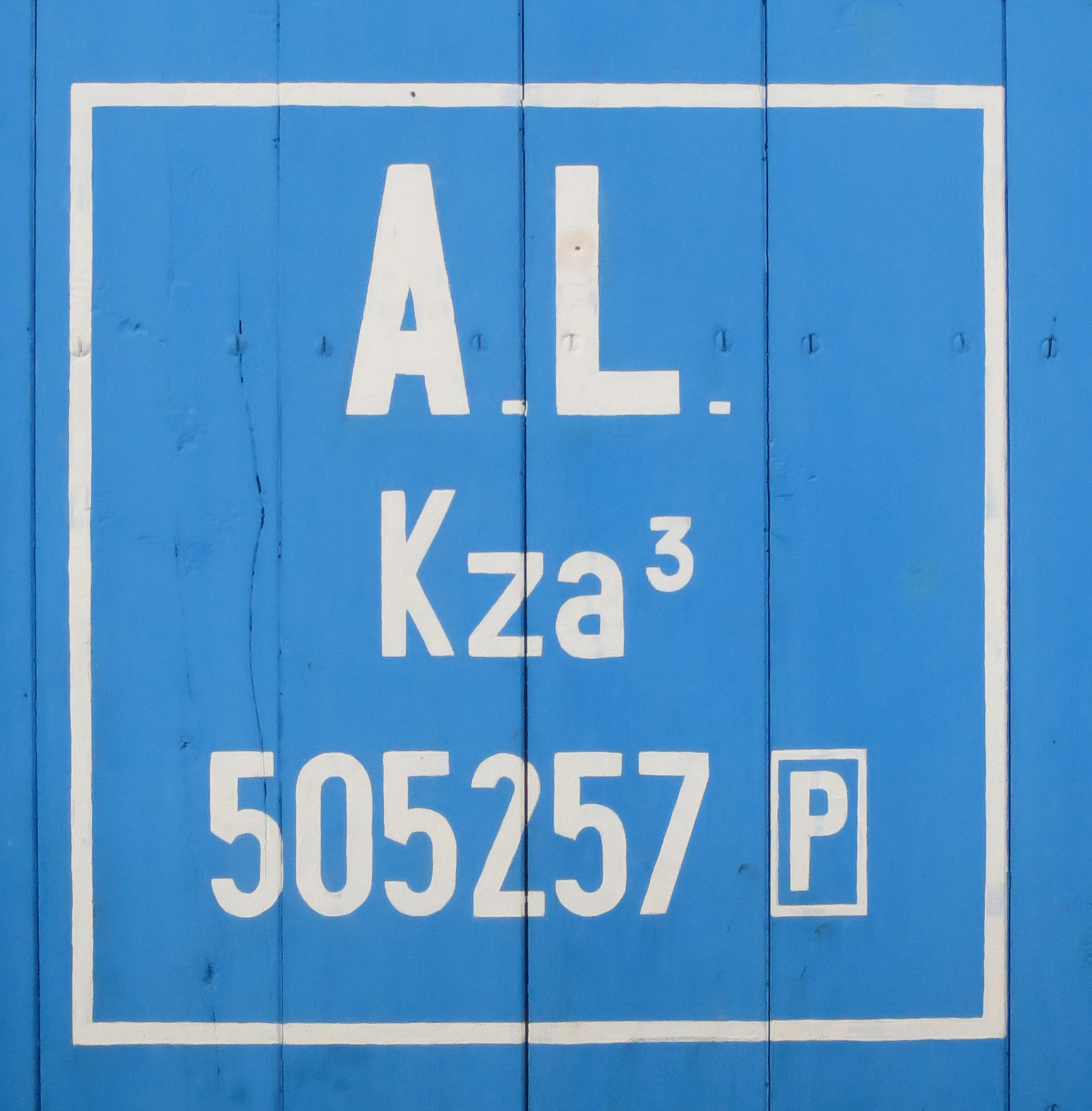
Logo der A.L. auf einem Güterwagen

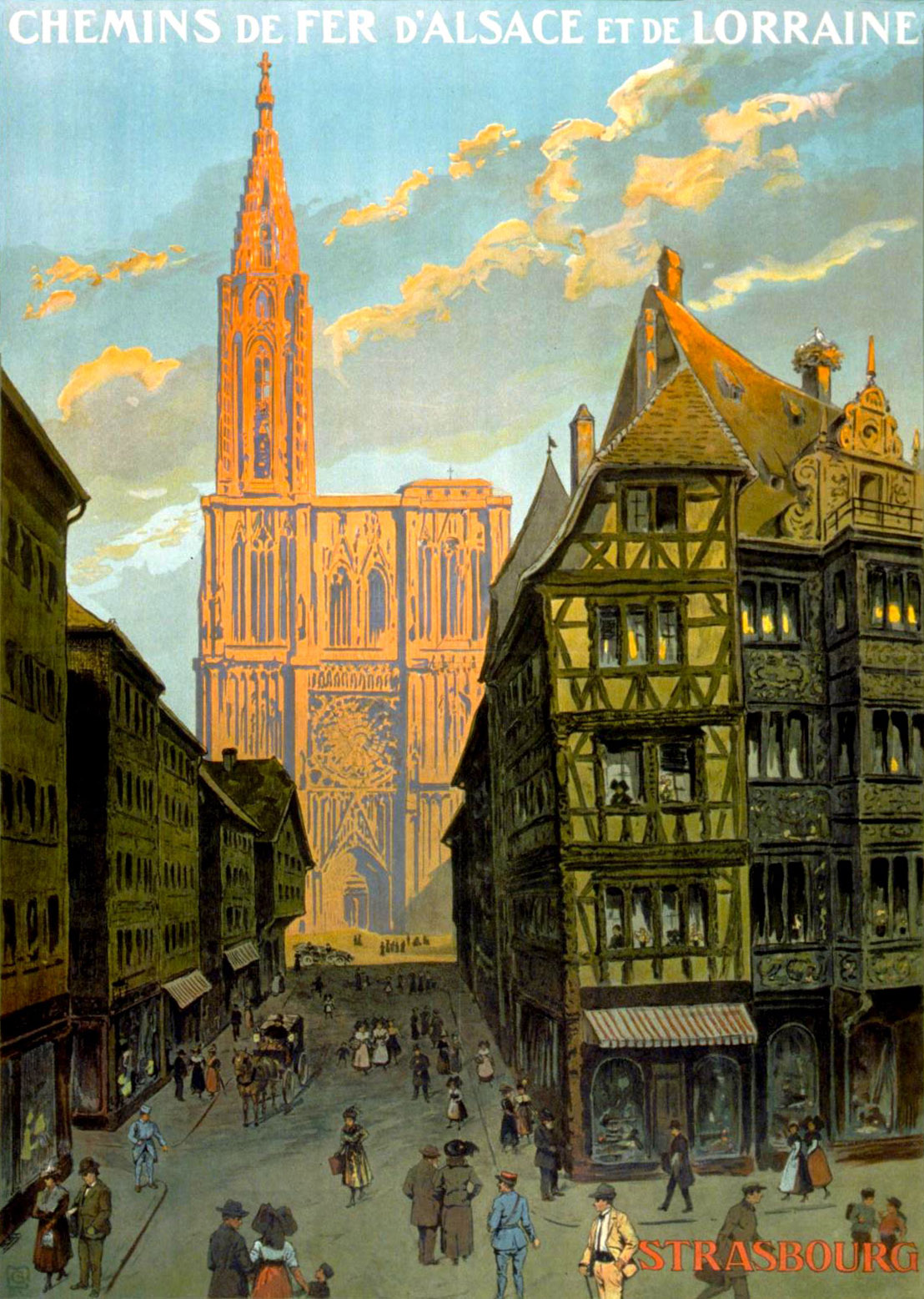
Werbeplakat der AL

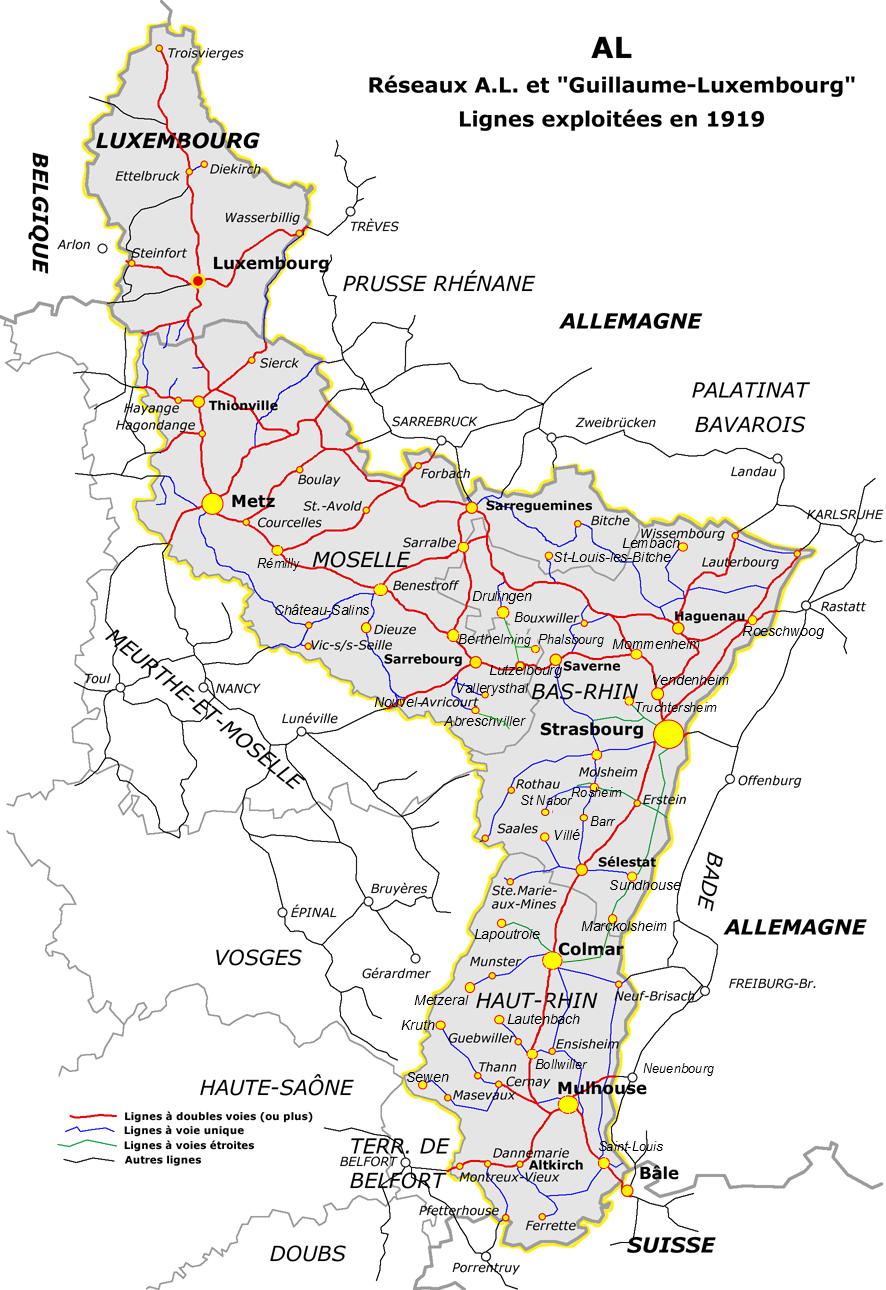
Streckennetz der AL 1919

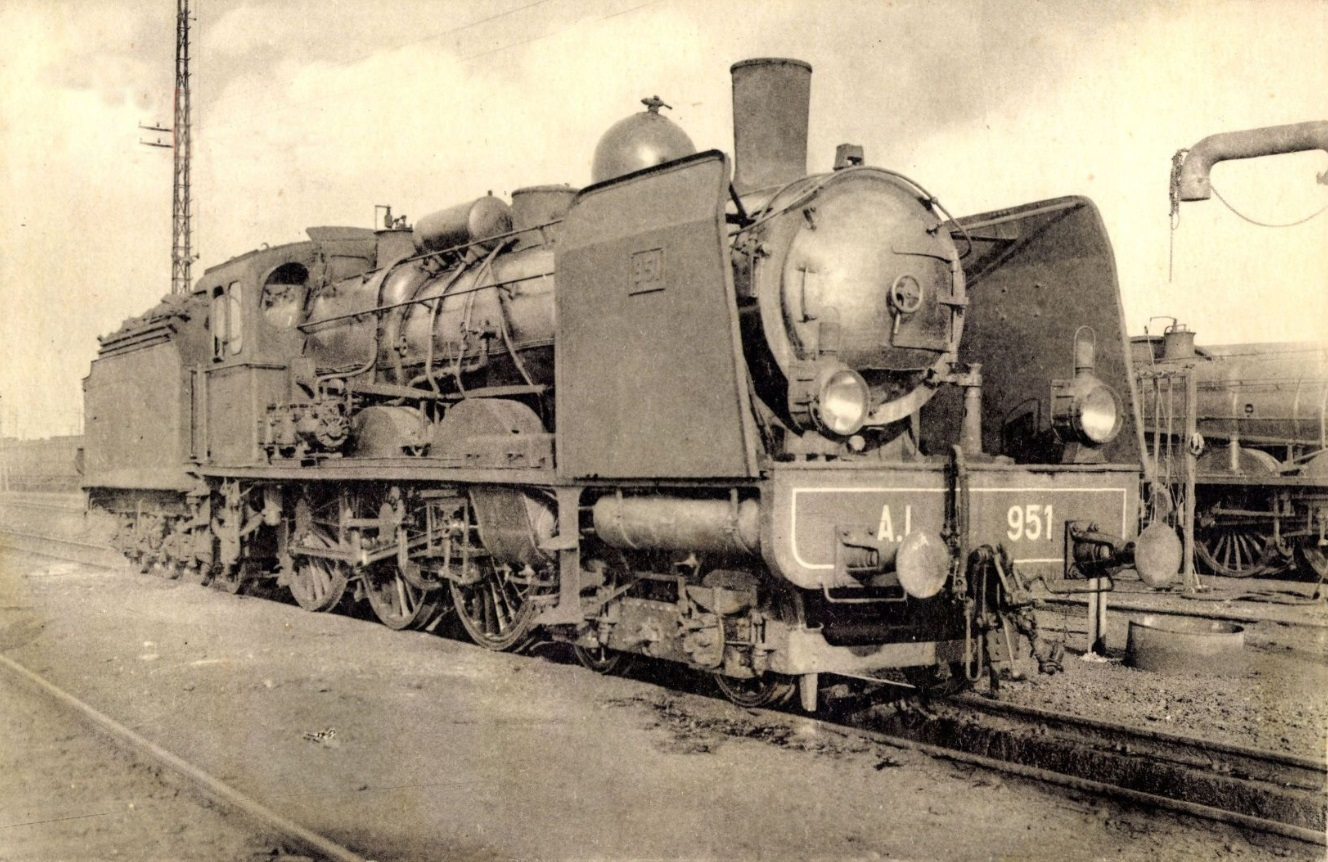
Dampflok A.L. N° 951

Die Administration des chemins de fer d’Alsace et de Lorraine (AL) betrieb von 1919 bis 1937 den überwiegenden Teil des Eisenbahnnetzes im Elsass, in Lothringen und in Luxemburg.

## Vorgeschichte
Dieses Netz war bis 1871 Teil der französischen privaten Eisenbahngesellschaft Compagnie des Chemins de fer de l’Est (EST). Mit dem Friedensvertrag nach dem Deutsch-Französischen Krieg wurden deren Aktionäre 1871 mit 325 Mio. Francs durch den französischen Staat entschädigt und die Eisenbahn von Frankreich an das Deutsche Reich abgetreten. Dieses betrieb die Bahn als Staatsbahn „Reichseisenbahnen in Elsaß-Lothringen“ (EL).

## Geschichte

### Organisation
Nach dem Ersten Weltkrieg wurde Elsaß-Lothringen wieder französisch. Der französische Staat errichtete aus der übernommenen Eisenbahn zum 19. Juni 1919 die AL als zweite französische Staatsbahn, die das Netz betrieb. Zum 30. November 1920 wurde die AL dem Ministère des Travaux publics (Ministerium der öffentlichen Arbeiten) unterstellt. Das alles aber war zunächst ein Provisorium, denn die Interessierten stritten heftig um eine endgültige Lösung, bei der drei Alternativen diskutiert wurden:
- Staatsbahn,
- Anschluss an die EST (so der Oberelsass – unter der Bedingung, dass die regionale Leitung in Straßburg bliebe) oder
- eigenständige Gesellschaft (so die IHK von Straßburg, die sich davon die Stärkung der regionalen Wirtschaft versprach).

Die Regierung ernannte deshalb 1921 einen Ausschuss, der 1922 zu dem Schluss kam, dass die günstigste Möglichkeit sei, das Netz von staatlicher Seite an die EST zu verpachten. Aufgrund des empörten Aufschreis der elsässischen Wirtschaftsvertreter gegen eine solche Lösung, traute die Regierung sich aber nicht, das umzusetzen. So blieb die AL bestehen, wurde mit Dekret vom 23. September 1923 den anderen großen Bahngesellschaften Frankreichs gleichgestellt und denselben Koordinationspflichten wie diese hinsichtlich Fahrplänen und Tarifen unterworfen und ihre interne Organisation endgültig auf französische Gepflogenheiten umgestellt. Gleichwohl wurde bis mindestens 1926 immer wieder über alternative Betreiberformen diskutiert.
Zum 1. Januar 1934 trat ein Abkommen zwischen der AL und der EST in Kraft, mit dem die beiden Netzbereiche neu gegeneinander abgegrenzt wurden, wobei gegenseitig jeweils kleinere Streckenstücke getauscht wurden.

### Betrieb
Anfangs war der Betrieb von Zerstörungen und Beschädigungen durch Kriegshandlungen erheblich beeinträchtigt. Auch war der Fahrzeugpark zum einen weit über die Grenzen der ehemaligen EL hinaus verstreut worden – andererseits fanden sich zahlreiche Fahrzeuge fremder Bahnen im Bestand der AL. Da ein Rücktausch in den meisten Fällen nicht zustande kam, vereinnahmten die AL 1924 diese Fahrzeuge und verzichteten auf weitere Bemühungen die ehemaligen EL-Fahrzeuge zurückzuerhalten. 1922 gilt als erstes Jahr, in dem wieder ein Verkehr mit den Standards der Vorkriegszeit angeboten werden konnte.
Auch der erzwungene Personaltausch machte anfangs schwer zu schaffen: Große Teile der deutschen Beamtenschaft wurden ausgewiesen oder waren geflohen. Das französische Ersatzpersonal von anderen französischen Bahngesellschaften konnte meist kein Deutsch und war oft auch für die zugewiesenen Funktionen nicht ausreichend qualifiziert. Von den Vorschriften bis zu den Umgangsformen trafen hier unterschiedliche Stile aufeinander. Das führte zu einem hohen Grad der Unzufriedenheit unter den Mitarbeitern und in der Folge zu einem sehr hohen Grad an gewerkschaftlicher Organisation. 1927 lag er bei 59 %.

Die Signale wurden auf französische Standards umgestellt, der Rechtsverkehr hingegen beibehalten. Das machte an allen mehrgleisigen Bahnstrecken Gleiswechsel an den Schnittstellen zwischen AL und EST erforderlich. Um das betrieblich zu vereinfachen, fiel die Entscheidung zugunsten von Überwerfungsbauwerken, die an allen entsprechenden Strecken ab 1923 in Betrieb genommen wurden
Die Hauptstrecken wurden ausgebaut um eine Höchstgeschwindigkeit von 120 km/h zu ermöglichen. Nur wenige Strecken wurden unter der Betriebsführung der AL neu eröffnet. Dazu zählten:
- der überwiegende Teil der Bahnstrecke Réding–Diemeringen zum 1. Juli 1922, mit deren Bau schon die EL begonnen hatte.[10]
- die Bahnstrecke Lérouville–Metz, deren Bau 1922 beschlossen wurde und die am 11. Mai 1931 in Betrieb ging.
- die Verbindung zwischen Sainte-Marie-aux-Mines und der Bahnstrecke Strasbourg–Saint-Dié, Abschnitt der Bahnstrecke Sélestat–Lesseux-Frapelle, die am 8. August 1937 eingeweiht wurde.

### Verkehr

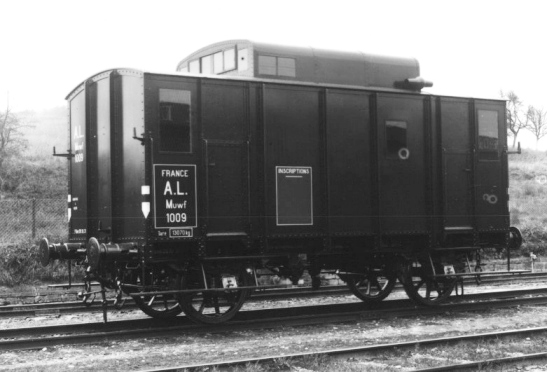
Güterzugbegleitwagen

Nach der letzten Bestandsaufnahme vor der Verstaatlichung hatte die AL 1937 2.320 km Eisenbahnstrecken, 1.332 Lokomotiven, 45.967 Güterwagen, 3.390 Personenwagen, 34 Triebwagen und 83 Postwagen und beschäftigte 39.039 Bedienstete.

#### Reiseverkehr

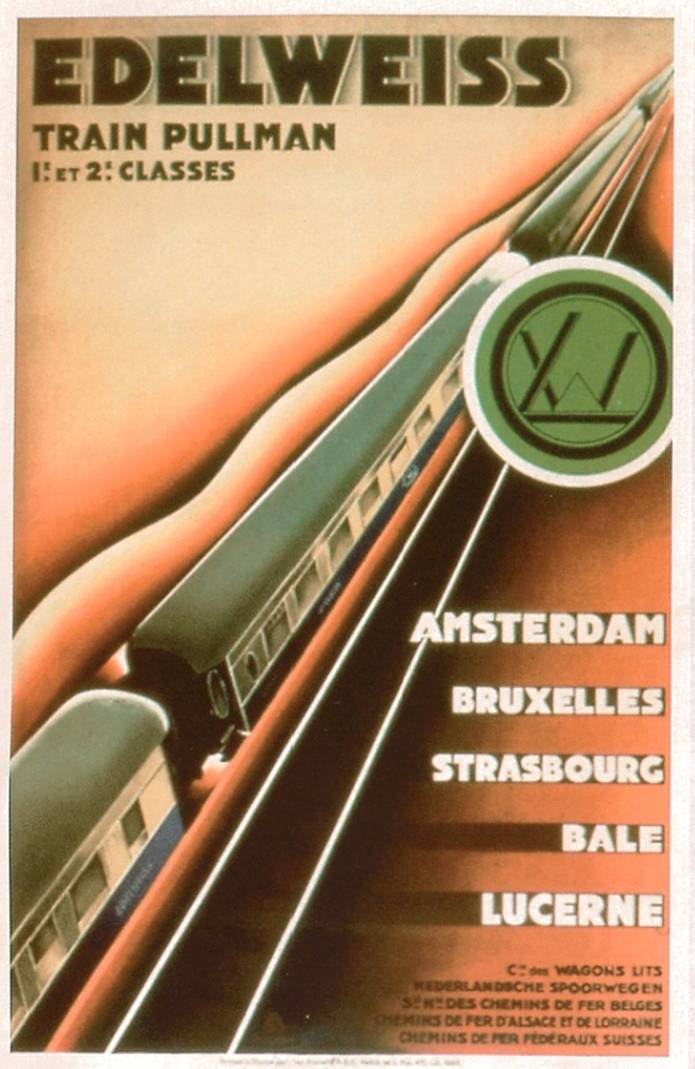
Spitzenangebot: Pullmanzug Edelweiss

Die AL erwirtschaftete immer Überschüsse. Diese wurden in einen Fonds abgeführt, der die Defizite anderer französischer Eisenbahnen deckte.
Spitzenangebote des Reiseverkehrs, die das Netz der AL nutzten, waren:
- der Orient-Express,
- der Train de luxe militaire,
- der Arlberg-Orient-Express,
- der Paris-Karlsbad-Express (saisonal im Sommer) und
- der Pullmanzug „Edelweiss“.

Die Reisegeschwindigkeit konnte im Laufe der Jahre erheblich gesteigert werden: Während die zeitlich kürzeste Verbindung zwischen Paris und Straßburg 1919 noch 10:32 Stunden benötigte war sie Mitte der 1930er Jahre, beim Einsatz von Schnelltriebwagen, auf 4:35 Stunden reduziert.
Zum 10. Januar 1930 wurde die 4. Klasse abgeschafft, ein Angebot, das von der EL übernommen worden war.

#### Güterverkehr
Im Güterverkehr dominierte der Transport von Massengut, vor allem der Schwerindustrie. Es machte 78 % des gesamten Güterverkehrs im Umfang von 36,7 Mio. t aus. Im Einzelnen waren das:
- 12,7 Mio. t Kohle und Öl
- 10,3 Mio. t Erz (überwiegend: Eisenerz)
- 03,4 Mio. t metallurgische Produkte
- 02,0 Mio. t Dünger (überwiegend: Kalisalz und phosphorhaltige Schlacken aus der eisenverarbeitenden Industrie)

Aus dem AL-Netz gab es 105 Anschlüsse zu Hochöfen.

## Ende
Bei der Verstaatlichung aller großen Eisenbahnen Frankreichs zum 1. Januar 1938 wurde auch die – bereits staatliche – AL in die Société nationale des chemins de fer français (SNCF) eingegliedert und Bestandteil von deren Region 1 (Ost). Die AL war bei der Verstaatlichung die einzige der betroffenen Gesellschaften mit einer positiven Bilanz.